# Piranšaherski okrug
Piranšaherski okrug (perzijski: شهرستان پیرانشهر) je okrug u Iranu, u pokrajini Zapadni Azarbajdžan.
Glavni grad okruga je grad Piranšaher. Prema popisu iz 2006. godine, u okrugu je živjelo 107.677 stanovnika.

## Vanjske poveznice
- Gitashenasi Province Atlas of Iran - اطلس گیتاشناسی استان‌های ایران  Arhivirana inačica izvorne stranice od 22. svibnja 2007. (Wayback Machine)